# Jan van Haaften
Dr. Jan Leendert van Haaften (Zeist, 1927 – Fiesa, Piran, Slovenië, 10 juli 2012) was een Nederlands zoöloog en hoogleraar wildbiologie en natuurbeheer.

## Carrière
Van Haaften begon zijn loopbaan als onderzoeker bij het voormalige Instituut voor Toegepast Biologisch Onderzoek in de Natuur (ITBON) te Arnhem, later gefuseerd met het Rijksinstituut voor Veldbiologisch Onderzoek ten behoeve van het Natuurbehoud (RIVON) tot het voormalige Rijksinstituut voor Natuurbeheer (RIN).
De laatste jaren van zijn professionele loopbaan was hij verbonden aan het Ministerie van LNV, met een leeropdracht aan de  Wageningen Universiteit. Hij was ook als hoogleraar verbonden aan verschillende buitenlandse universiteiten.
Van Haaften verrichtte zijn eerste onderzoek naar de voedsel-biologie van het ree, hetgeen in 1968 culmineerde in het proefschrift "Das Rehwild in verschiedenen Standorten der Niederlande und Slowenien, mit besonderer Berücksichtigung der Standorts-abhängigkeit", waarop hij in Wageningen promoveerde. Hierin beschrijft hij de door hem ontwikkelde methode om de draagkracht van een gebied voor reeën te bepalen. De "methode-Van Haaften" is daarmee de norm geworden om het al of niet bejagen van het ree toe te staan.
Een ander belangrijk onderzoeksveld van Van Haaften vormden in de zestiger jaren de zeehonden.
Op zijn voorstel werd de jacht op dit zoogdier in Nederlands in enkele jaren - stapsgewijs - per 1963 beëindigd. Zijn onderzoek wordt tot op de dag van vandaag voortgezet door marien bioloog Peter Reijnders en zijn medewerkers bij het instituut IMARES op Texel.
Vervolgens verbreedde Van Haaften zijn werkterrein naar andere inheemse carnivoren, zoals de vos en de wolf en naar andere (grote) grazers, zoals het edelhert en het damhert. Hij was betrokken bij vele studies op het gebied van de rol van predatoren in ecologische systemen en reewildbeheer.
Nationaal en internationaal hebben zijn visie en publicaties waardering verkregen. Deze hebben bijgedragen aan een fundamenteel gewijzigde benadering van het begrip beheerjacht. Ook heeft hij eraan bijgedragen dat de mens een actieve rol heeft gekregen in het populatiebeheer van grote hoefdieren.

## Bestuurlijke functies (selectie)
- Bestuurslid en voorzitter (1979-1986) van de voorloper(s) van de huidige Zoogdiervereniging VZZ.
- Voorzitter Vereniging tot Behoud van het Veluws Hert,  de voorganger van de Vereniging Het Edelhert.[8]
- Met René Wentzel en Lenie 't Hart mede-oprichter van de Zeehondencrèche in Pieterburen.[9]

## Internationale activiteiten
Van Haaften hield zich ook buiten Nederland intensief bezig met biologisch onderzoek, waaronder een berenproject in Roemenië en diverse wolven-onderzoeken op de Balkan, in Portugal en  in Mongolië.
Tot aan zijn overlijden trad hij regelmatig op als spreker op internationale congressen. Hij werd door vakgenoten als expert erkend en gewaardeerd. Zo was hij contactpersoon in Nederland van de International Union of Game Biologists (IUGB), de non-profit internationale organisatie van wild-biologen, gezeteld in Cernier, Zwitserland. Voorts was hij adviseur van de International Council for Game and Wildlife Conservation (CIC), gezeteld in Boedapest. Hongarije, een wereldwijd opererende organisatie, waarin overheden, natuurbeheerders en jagers samenwerken.